# 角田奈穂
角田 奈穂（かくた なお、1987年3月20日 - ）は、日本のタレント、モデル、元女子プロレスラー。紙テープは紫・黒・赤。

## 来歴
2008年12月に「結希 奈穂」の芸名でMIU OFFICEからデビュー。2009年6月よりJMOに所属し本名の角田奈穂で活動。2010年10月よりJMOを離れレジェンドに所属。その後フリー活動を経て2014年6月の舞台『インスタントアクマ』を最後に女優を引退。引退後は2014年8月の舞台 ワイアールジャパン『居間 オブ ザ デッド』、2014年12月の舞台 TEAM BUZZ「Bye-Byeレストラン」、2015年4月の舞台 ボクらの罪団 第二犯公演「ディスプレイ」その他、数々の舞台に制作で携わる。2015年4月6日、自身のブログで女優復帰を発表。 
2015年5月31日、Beginningプロモーション「アクトレスガールズBeginning〜プロローグ〜」にて女子プロレスラーとしてリングに立つ。（○本間多恵（ドロップキック）×角田奈穂） 2015年6月25日、舞台「流れる雲よ〜未来より特攻隊へ愛を込めて〜」で女優復帰。 
2016年2月21日、WRESTLE-1千葉・八日市場ドーム大会で男子団体に初参戦（まなせゆうなとの対戦）。8月28日、日里麻美戦で初勝利。
2016年12月27日のアクトレスガールズでは宮間梨佳と組み、日里麻美&まなせゆうな組というミス東スポ2016タッグと対戦した。
2017年1月14日、欠場となった木村花の代役としてPro-Wrestling ACEに初参戦（対戦相手は万喜なつみ）。翌日『Beginning Act14』では日里麻美＆あきば栞組と対戦（パートナーは賀川照子）。
22日、プロレスリングディアナにおいて中野たむとシングルマッチ。8分48秒 アルゼンチンバックブリーカーで敗北。2月22日には堀田祐美子とシングルマッチを行い8分49秒で撃沈した。5月4日にはアイガーと異色の対戦。５月28日には五十嵐乃愛と組んで賀川照子＆日里麻美戦を行う。
6月4日、CMLL-REINAプレゼンツ「グランフェスタ」に初参戦し、河津落としで五十嵐乃愛に勝利。
2018年1月8日、GENスポーツパレスで開催されたプロレスリングWAVEがプロデュースする「YOUNG OH! OH!」に初参戦。フェアリー日本橋とシングルマッチを行い、魔法と忍法を間違えるが外道クラッチで勝利。
2018年4月8日、新木場1stRING大会にて本間多恵とのタッグチームを『以下省略。（いかしょうりゃくまる）』と発表し本格始動。安納サオリ&万喜なつみ（さむ&なつりー）と対戦。角田奈穂が安納サオリの二段式ジャーマンスープレックスで敗れる。
2018年6月17日、ACT31新木場1stRING大会にて初参戦のさくらんボニータを迎え撃つが蜜の罠（首四の字を決めたまま両脚を抱える丸め込み）で敗戦。
2018年9月25日、新たに設立されたAWG王者の初代を決めるアクトレスガールズシングルチャンピオン決定トーナメントに出場。しかし1回戦で関口翔に敗退。
2018年11月15日、Actwres girl’Z初の後楽園ホール大会にて初めて後楽園ホールでの試合を経験する。本間多恵とのタッグチーム『以下省略。』で茉莉&清水ひかり組と対戦し、本間多恵が飛びつき腕ひしぎ十字固めで清水ひかりから勝利。後楽園ホールで勝ち名乗りを受けるのも初となる。
2019年1月24日、Beginning新木場1stRING大会で一緒にタッグチームとして活動している本間多恵とシングルを行い、多恵ロックで敗北。試合後、左膝の前十字靭帯断裂の手術を受けるため、長期欠場を発表する。
2019年10月2日、ネクストリング株式会社とのスポンサー契約が発表される。
2019年11月6日、Actwres girl’Z後楽園ホール大会にて長期欠場から復帰。対戦カードは堀田祐美子＆安納サオリvs角田奈穂＆本間多恵。角田奈穂が安納サオリのジャーマンスープレックスホールドで敗北 。
2019年11月23日、横浜ラジアントホール大会にてアイスリボン初参戦。対戦カードはラム会長&尾崎妹加vs角田奈穂&Yappy。角田奈穂が尾崎妹加のアルゼンチンバスターで敗北。
2020年3月12日、東京ネットラジオで毎月第二木曜日に配信されているゲネラールプローベにゲスト出演。次回から番組MCを担当すると発表された。
10月5日、ACT47新木場1stRING大会をもってアクトレスガールズを退団。
11月7日、TOKYO DOME CITY HALLで開催された東京女子プロレス「WRESTLE PRINCESS」に来場し、リング上で挨拶。11月14日の新木場1stRING大会からレギュラー参戦することが発表された。
2021年4月17日、東京女子後楽園ホール大会にて上福ゆきの持つインターナショナル・プリンセス王座に挑戦するも敗北。これが自身初のタイトル挑戦だった。
2022年1月9日、乃蒼ヒカリとタッグチームふりーWiFiを結成。
2023年4月15日、東京女子後楽園ホール大会にて瑞希の持つプリンセス・オブ・プリンセス王座に挑戦するも敗北。
10月9日、東京女子東京たま未来メッセ大会にてプリンセスタッグ王座をふりーWiFiで獲得。プロレスキャリア初のタイトル戴冠となる。
2024年7月いっぱいで、プロレスラーを引退すると発表。
2024年7月25日新木場1stRINGにてプロレスを引退。

## 人物
- 趣味はショッピング、戦争映画鑑賞、戦地巡り、くま集め、チョコを食べる。
- 目標：人から愛される、必要とされる女優。
- 保有資格：保育士資格、幼稚園教諭2種免許、社会福祉主事任用資格、英検準2級、レクリエーションインストラクター、キャンプインストラクター。両親が公務員だったため学生時代は公務員を目指しており、多くの資格はこの過程で獲得したもの。卒業後保育士として公務員となったが、職場でのいじめに遭い心を痛めたため退職。趣味を増やそうとしていたところで殺陣のレッスンを見つけ、事務所にスカウトされて今に至る[19][20]。
- しかし後にこれを職業として、年齢上のことも考えて裏方に回る決心をする。しかしやはり舞台に出たいという思いが強くなり、その時アクトレスガールズ設立の話を聞き、参加を決意。アクトレスガールズ1期生となる[20]。それまで女子プロレスの存在も知らなかったという[21]。
- アクトレスガールズ時代は巨大な肉球をつけて入場していた。他の選手と違い舞台プロデュースも行うため試合出場が限られ、一時は悩んだこともあったが、もともと運動や格闘経験が乏しい自分が追い付くには舞台での経験値などを伸ばすことだと割りきっている。
- 左膝前十字靭帯断裂で長期欠場からの復帰後、膝を使わないファイトスタイルに変更する。
- 2021年10月から2023年3月まで上福ゆきと共に東京スポーツの競馬情報を伝えるWebサイト『東スポ競馬』に出演、穴馬をほぼ狙わない"普通"の予想をすることが多い。

## メディア出演

### テレビ
- 魔女たちの22時（日本テレビ）再現VTR
- ジャンクSPORTSスペシャル（フジテレビ）ビーチバレー対決の応援団
- デカワンコ（日本テレビ）
- 桜蘭高校ホスト部（TBS）
- 恋のブログ（チバテレビ）

### ラジオ
- ゲネラールプローベ（ネットラジオ）2020年3月12日にゲスト出演。次回からMCとしてレギュラーになる[22]。

### スカパー
- エンタ!371 アイドル恋から #9・#10 / ピグ☆1 #1

### 舞台
2009年
- イベント公演『ゲキラボ!!vol.5〜頑張れ!ネコ型!』（脚本/演出：海原）赤ほっぺ 役
- 劇団空感エンジン公演『喀血!!銀玉高校応援団〜東京受験戦争篇〜』 （演出：須田祐大）黒沼ミサ 役

2010年
- 劇団空感エンジン公演『Juliet』（脚本：藤森一朗/演出：須田祐大）

2011年
- 東京俳優市場2011春『漂流日記』（作・演出：前島良行）

2012年
- 劇団空感エンジン プロデュース公演『SAKURA』
- 劇団空感エンジン プロデュース公演『オサエロ』
- 劇団翌檜座 本公演143『かたつむり』女子大生ミカ 役

2013年
- 演劇集団アトリエッジ　プロデュース公演『流れる雲よ〜未来より愛を込めて〜』特攻隊の息子をもつ母 役
- 劇団ウルトラマンション旗上げ公演『殺し屋に首ったけ』二宮 役

2014年
- @emotion presents Expression vol.4 白 『インスタントアクマ』

2015年
- 演劇集団アトリエッジ　プロデュース公演『流れる雲よ〜未来より特攻隊へ愛を込めて〜』朱雀チーム：井出智恵子 役
- アリスインプロジェクト×まつだ壱岱『新・戦国降臨ガール』雑賀孫市 役

2016年
- くりもん『花嫁道中』白狐 役
- メグルキカク『チョコレート戦争』霧島ランコ 役
- メグルキカク第2回公演『オカシな夜にキカイな涙』藤越ユウコ 役

2017年
- @emotion『ももがたり』（5月17日 - 21日、池袋シアターグリーン BIG TREE THEATER）涼鬼 役
- メグルキカク第3回公演『アツサノセイニシテ』（8月30日 - 9月3日、八幡山ワーサルシアター）桐加田ミホ 役
- アクトレスガールズ舞台『カウント2.9!』（11月18日 - 19日、新木場1stRING）小林アユ 役

2018年
- @emotion『Mad Journey』（7月1日 - 8日、築地ブディストホール）白骨夫人 役
- AWG『カウント2.9！』（7月26日 - 29日、新木場1stRING）小林アユ 役
- skプロデュース Vol.2『Letter latter』（11月8日 - 11日、アトリエファンファーレ高円寺）

2019年
- メグルキカク第4回公演『望むツキに想ひをヒメて』（9月11日 - 15日、テアトルBONBON）生原千夏 役[23]

2020年
- Disparate Death Game『WWW』vol.2（2月8日 - 9日、Studio twl）[24]
- yoppy project last produce『BattleButler-Another-』（2月26日 - 3月1日、六行会ホール）間広由香 役[25]
- RATATATTAT! × ガストン・ルルー『GRAND GUIGNOL “La Machine” ＆ “Le Fantôme de”』ベッシエール 役 （8月26日 - 30日、新宿シアターブラッツ）

### Web
- JMOちゃんねる。（冒険王）

### 雑誌
- 東京ウォーカー
- 月刊アフタヌーン（懸賞ページ）

### オリジナルビデオ
- ダブル生シュー（2012年6月23日、stellaproCo） - 主演[26]

## 得意技
タランチュラ式ヘッドシザース
外道クラッチ
河津落とし
ラ・マヒストラル
クロスフェイスロック
スライディングキック
ヤクザキック
譽（ほまれ）
クロスアームDDT。正面から相手の両手首を交差する形で掴み、そのまま脇の下に引き込んでDDTを決める。
橘花（きっか）
腕極め式コンプリート・ショット
神鷹（しんよう）
脚極め式変形フロントネックロック。倒れた相手に正面からのレッグロックで捉えた状態から頭を引き込みフロントネックロックを仕掛ける。
スコティッシュ・フォールド
河津落としに入ると見せかけて、そこから丸め込みに入る角田奈穂のオリジナル技
紫電改
ファイヤーマンズキャリーから相手の下半身を後ろに旋回させスタナーの体勢で落とす。東京女子プロレス参戦以前はハワイアンスマッシャーの名称で使用。同技の初期型および高木三四郎の旋回式スタナーと同型。

## タイトル歴
東京女子プロレス
- プリンセスタッグ王座
  - 第14代(パートナーは乃蒼ヒカリ)

## 入場曲
- Ying and Yang / 小林成宇
- 君をのせて / 6% is MINE (GIRLS)
- I Miss The Misery / Halestorm
- Bo Peep Bo Peep / T-ARA